# Mirmecologia

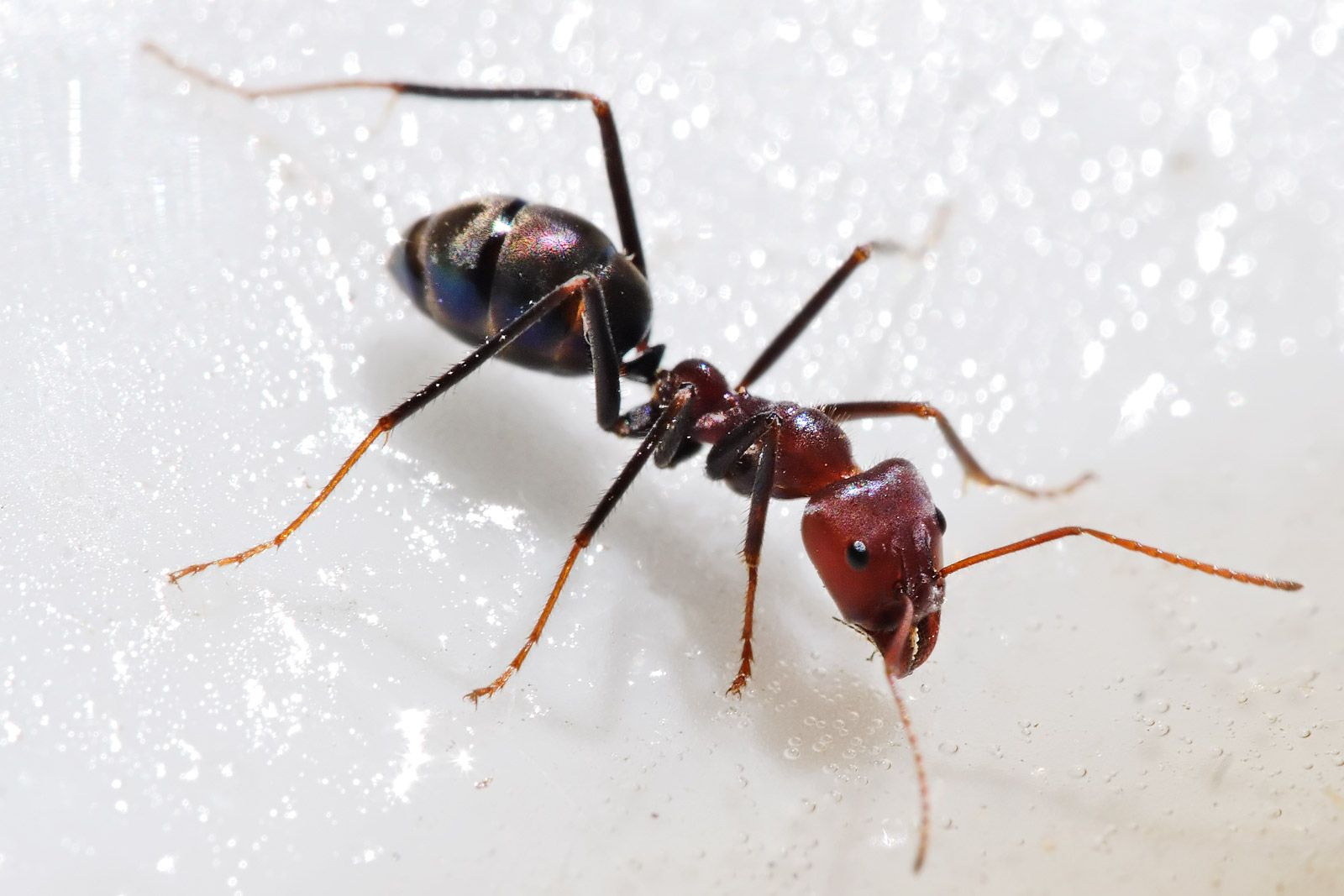
Formiga carnívora
Iridomyrmex purpureus

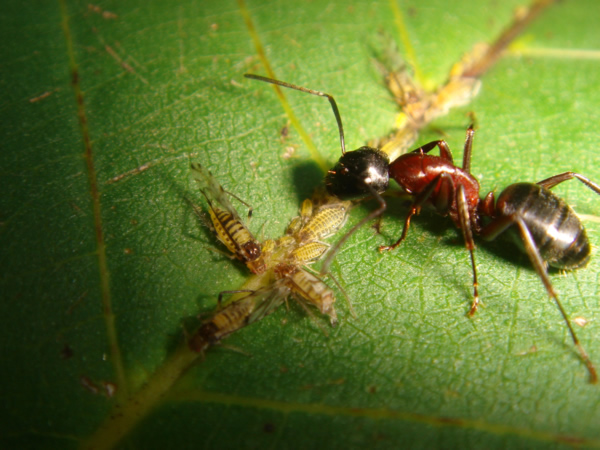
Simbiosi de la formiga Camponotus ligniperdus i els pugons Chromaphis juglandicola sobre una fulla de noguera Juglans regia

La mirmecologia (mirmeco- prefix derivat del mot grec «μύρμηξ» myrmex, formiga, i «λόγος» logos, estudi) és l'estudi científic de les formigues, una branca de l'entomologia.

## Abast de la mirmecologia

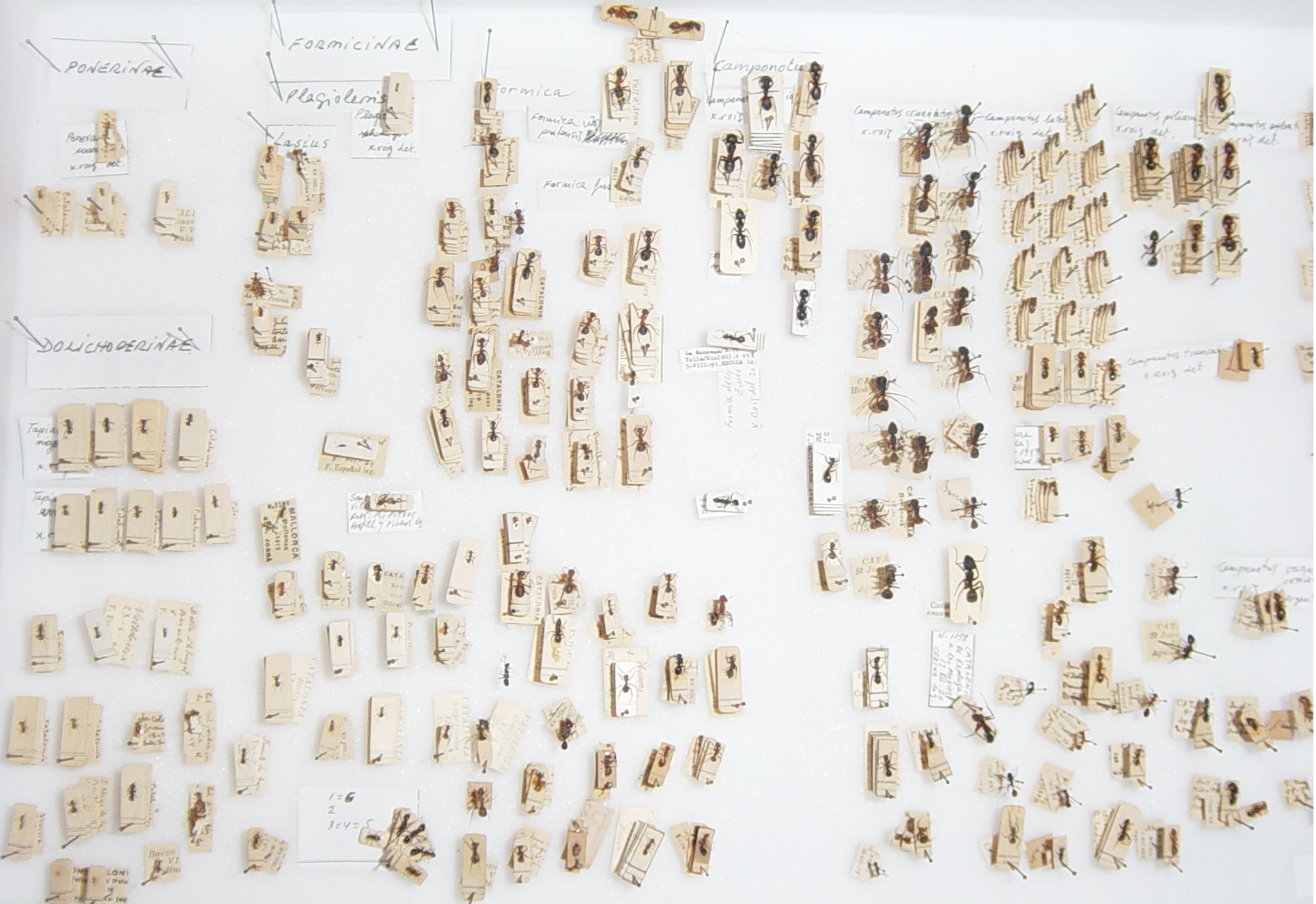
Classificant formigues dins una capsa entomològica

### Taxonomia, diversitat i distribució (Sistemàtica)
Aquesta part de la mirmecologia s'ocupa de descriure la diversitat biològica de les formigues o Formicidae (família de l'ordre d'insectes Hymenoptera). L'anatomia externa de les formigues és bàsica per a la seva classificació. Les formigues es divideixen en 16 subfamílies, 346 gèneres i 14.170 espècies descrites.
Dins d'aquesta branca de la mirmecologia, algunes de les tasques més importants que fan els mirmecòlegs especialistes en taxonomia, són el mostreig sistemàtic a la natura, la identificació i classificació mitjançant les claus taxonòmiques, l'acurada descripció de les noves espècies i la posterior publicació, així com la realització dels mapes de distribució.

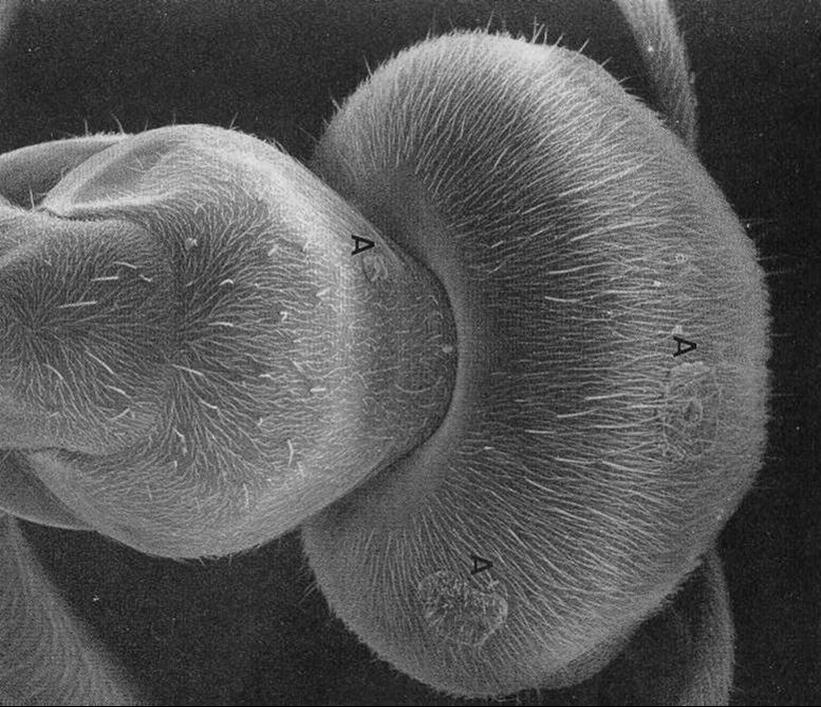
El fong Aegeritella tuberculata (A) en episimbiosi sobre la cutícula de la formiga Lasius sitkaensis

### Biologia, comportament, organització social i evolució
Són àrees de la mirmecologia que estudien l'èxit ecològic i organitzatiu de les formigues, és a dir tot allò que s'atribueix a la seva vida social que està fonamentada en una divisió del treball, i marcada per l'existència de castes especialitzades en la reproducció i en diferents tipus de comportament. També estudien l'existència de conflictes interns d'ordre reproductiu i tots els tipus d'adaptacions al món exterior, ja que n'hi ha de nòmades, depredadores, granívores, esclavistes, paràsites, etc.. A més d'aprofundir en la gran varietat de relacions simbiòtiques i endosimbiòtiques (que van des del mutualisme al parasitisme) i que han establert amb nombrosos organismes com plantes, fongs, artròpodes, microorganismes i altres formigues. La important comunicació química que facilita totes aquestes interaccions també és objecte d'aquesta part de la mirmecologia.

### Mirmecologia aplicada
Aquí s'estudien principalment les espècies invasores que han esdevingut importants plagues globals com les de la formiga argentina (Linepithema humile), la formiga de foc roja (Solenopsis invicta) o la formiga boja groga (Anoplolepis gracilipes). Per exemple, a la península Ibèrica des de principis del segle xx, tenim instal·lada una super-colònia unicolonial de formiga argentina, que ocupa un immens territori costaner de 6.000 km des del golf de Gènova fins al Cantàbric. Darrerament però, s'ha descobert que una part s'ha diferenciat en una nova societat coneguda com a "super-colònia catalana", ja que s'estén només dins dels Països Catalans.

### Les formigues i la cultura humana
Aquesta part tan exclusiva de la mirmecologia, analitza com d'íntimament relacionada ha estat la cultura humana amb aquests insectes socials. En diferents moments de la història de la humanitat les formigues han sigut utilitzades com a senzilles metàfores, però també han sigut considerades com a "subordinades", com a "model", com a "l'enemic exterior", com a "l'enemic interior", com a "màquines o autòmats" i finalment el rerefons polític i social dels diferents investigadors també ha influït, i molt, en l'apropament a l'estudi científic d'aquests insectes.

## Història de la mirmecologia[4][5]

### Antecedents
Tot i que la paraula "myrmecology" va ser encunyada cap al 1906 per l'entomòleg americà William Morton Wheeler (1865-1937), l'origen de la mirmecologia com a disciplina científica es pot datar al voltant de la segona meitat del segle xviii. Va ser llavors quan diversos autors van iniciar metòdiques observacions sobre el comportament de les formigues i van realitzar les seves primeres descripcions taxonòmiques. Wheeler considerà la trofal·làxia en el repartiment de l'aliment dins una colònia com el nucli de la societat de les formigues. Entre els autors més antics que es dedicaren a l'estudi de les formigues hi ha Linné, Réaumur, Gould, Bonnet, De Geeer, Mutis, Fabricius, Christ i Olivier. A començaments del segle xix, dues obres fonamentals obririen el camí cap a una especialització més gran: el 1802 Pierre André Latreille (1762-1833) publicà la seva "Histoire naturelle des fourmis, et recueil de memoires et d'observations sur les aveilles, les araignees, les faucheurs, et autres insectes", on descriu a prop de 100 espècies de formigues, i el 1810 Pierre Huber (1777-1840) va impulsar els estudis sobre comportament de les formigues amb el seu llibre "Recherches sur les moeurs des fourmis indigènes", que va escriure en col·laboració amb el seu pare cec, François Huber.

### Contemporanis de Darwin
La taxonomia de les formigues es va consolidar a mitjans del segle xix de la mà d'importants zoòlegs com Mayr, Nylander o Smith, als quals se'ls va ajuntar al cap de pocs anys —juntament amb altres naturalistes majorment europeus— dues grans figures de la mirmecologia: Carlo Emery (1848-1925) i Auguste Forel (1848-1931), ambdós amb interessos que sobrepassen la sistemàtica per aprofundir en temes d'ecologia, fisiologia i comportament, i que començaren a preparar faunes de diversos continents. Per aquells temps ja havia aparegut la primera edició de l'Origen de les espècies (1859) de Darwin (1809-1882), on en el capítol sobre l'instint s'ofereixen les primeres reflexions evolutives sobre l'origen de l'esclavatge a les formigues, fenomen descobert per Huber. A partir de llavors, l'estudi del comportament serà també, i molt principalment, un estudi comparatiu i evolutiu de les conductes de moltes espècies. És l'època de naturalistes viatgers com Bates (The naturalist on the river Amazons, 1863), Belt (The naturalist in Nicaragua, 1874) o Müller (The habits of various insects, 1874)
La consolidació definitiva de la mirmecologia es produeix en el període que va del 1874 al 1975 amb tres etapes molt diferenciades degut a la immensa obra dels tres mirmecòlegs més influents: Forel, Wheeler i Edward O. Wilson (1929-):

### Etapa "psicològica"
La primera etapa, que es pot anomenar "la de l'enfocament psicològic de les formigues", va estar influenciada pel psiquiatre i mirmecòleg suís Auguste Forel (1848-1931) i el punt d'arrencada, va ser la publicació el 1874 de la seva obra Les Fourmis de la Suisse, treball que combina per primera vegada la visió taxonòmica i comportamental. En aquest període, els temes de l'instint i de la intel·ligència predominen en l'apropament vers les formigues.

### Etapa "sociològica"
A continuació es va imposant un període amb una visió més "sociològica" de les formigues, dominada per l'entomòleg americà William Morton Wheeler (1865-1937). La seva obra Ants. Their Structure, Development and Behavior (1910) consolida la mirmecologia com a disciplina científica. Respecte a Forel, Wheeler pertany ja a la següent generació i dona més importància al tema social que a l'individu i, per tant, considera al formiguer como un tot, és a dir com un "super-organisme". Un punt d'inflexió important és la Segona Guerra Mundial, que separa l'etapa "Wheeler" de l'etapa "Wilson", produint-se un canvi radical en l'enfocament dels humans vers les formigues. Wheeler WM. The ant-colony as an organism.

### Etapa "cibernètica"
Arribem doncs, a l'etapa de la "comunicació o de la informació", representada pel biòleg americà Edward O. Wilson (1929 -) i les seves primeres i influents grans obres The Insect Societies (1971) i Sociobiology (1975) marquen el final d'aquest període. Wilson treballa amb conceptes més "cibernètics" o matemàtics (sistemes complexes) per a estudiar les formigues, te en compte l'evolució en general i el comportament en particular, i dona la importància que es mereix al codi de comunicació basat en feromones. La seva obra culminant, feta conjuntament amb el mirmecòleg alemany Bert Hölldobler (1936-), serà The Ants (1991).

### La mirmecologia avui
El darrer quart del segle xx és un període molt fructífer per a la biologia, on l'evolució de branques més predominants com la genètica o la biologia molecular arraconen una mica l'enfocament més naturalista, taxonòmic o descriptiu. Però és una altra vegada Edward O. Wilson utilitzant per primera vegada en una publicació (National Forum on Biological Diversity, 1988) la paraula "biodiversitat", que revoluciona la biologia. Aquest mot, tan efectiu en termes de comunicació científica, de retruc esdevindrà clau per a un nou renaixement de la taxonomia i sistemàtica en aquest començament del segle xxi.
En els darrers cinc anys, molts museus i universitats han utilitzat Internet com a nova eina per a desenvolupar-se, amb exemples molt importants pel món de les formigues com són: The Tree of Life Web Project (Formicidae), http://www.antbase.org, http://anttypes.org, http://www.antweb.org o The Museum of Comparative Zoology - Harvard Database of Insect Primary Types Arxivat 2007-05-16 a Wayback Machine.. Aquesta nova societat de la informació ha donat lloc també a l'aparició de la jove Associació Ibèrica de Mirmecologia (fundada el 2006) i que conjuntament amb el web de taxonomia de formigues ibèriques Hormigas.org, són un fruit i evolució del reeixit fòrum d'aficionats a les formigues Lamarabunta.org que ja compta amb 4 anys d'existència.

## Mirmecòlegs

### Històrics (ordre cronològic)
- Pierre André Latreille (1762-1833)

- Pierre Huber (1777-1840)

- Carlo Emery (1848-1925)

- Auguste Forel (1848-1931)

- William Morton Wheeler (1865-1937)

### Península Ibèrica
- Cedric A. Collingwood (City Museum, GB- Leeds University). L'era moderna de la mirmecología a la península Ibèrica va començar amb les claus que va publicar aquest mirmecòleg anglès, el 1976, a la Revista Española de Entomología (EOS): A provisional list of Iberian Formicidae with a key to the worker caste. A partir d'aquell any i durant tres dècades, la mirmecologia ibèrica no ha parat de progressar.

- Xavier Espadaler (Universitat Autònoma de Barcelona) Especialista en formigues invasores i exòtiques de la península Ibèrica: Lasius neglectus. Una formiga poligínica a vegades invasora i Lasius brunneus. Una plaga del suro a Catalunya. El seu camp d'estudi és la taxonomia i distribució de formigues al Mediterrani Occidental (ibero-maghribines i macaronèsiques).

- Andrés de Haro (1925-2006) Va descriure el transport social a Cataglyphis ibericus. Membre honorari de l'International Union for the Study of Social Insects, section française. Darrerament estudiava la sistemàtica, etologia, biogeografia i evolució de les formigues ibèriques del gènere Cataglyphis grup albicans, comparant-les amb les nord-africanes i maghribines. Col·laborador de Collingwood, el recentment mort i sempre recordat professor Andrés de Haro va crear una escola que va donar lloc a una saga de mirmecòlegs que s'ha consolidat en els principals mestres en actiu de la mirmecologia ibèrica, els professors Xavier Espadaler i Alberto Tinaut.

- Alberto Tinaut (Universitat de Granada) Coordinador del volum del Projecte de Fauna Ibèrica dedicat a la família Formicidae i és editor del Butlletí de l'Associació espanyola d'Entomologia. Entre molts altres assoliments, descobridor de l'espècie Rossomyrmex minuchae a Sierra Nevada, descobriment que va fer la volta al món, ja que només existeixen dues espècies més del mateix gènere, R. proformicarum al sud-est de Rússia i a Mongòlia i R. quandratinodum a la Xina

### Resta del món
- Donat Agosti (American Museum of Natural History) Fundador de la gegantina base de dades de formigues antbase.org
- Barry Bolton
- William L. Brown
- Alfred Buschinger
- Bert Hölldobler
- Ulrich Maschwitz
- Luc Passera
- Edward O. Wilson El mirmecòleg en vida més important de tots els temps

### Obres fonamentals (monografies)
- Bolton B (1994) Identification guide to the Ant Genera of the World. Harvard University Press, Cambridge
- Forel A (1930) The Social World of the Ants compared with that of man. Albert & Carles Boni, New York
- Hölldobler B, Wilson EO (1991)The Ants. Springer-Verlag, Berlin-Heidelberg
- Passera L, Aron S (2005) Les fourmis. Comportement, organisation sociale et évolution. CNRC-NRC, Ottawa
- Sleigh C (2007) Six Legs Better. A Cultural History of Myrmecology. The Johns Hopkins University Press, Baltimore
- Wheeler WH (1910, 1926, 1960) Ants. Their Structure, Development and Behavior. Columbia University Press, New York

### Obres de divulgació
- Goetsch W (1983) La vida social de las hormigas. Labor, Barcelona
- Hölldobler B, Wilson EO (1996) Viaje a las hormigas. Una historia de exploración científica. Crítica, Barcelona
- Sleigh C (2007) Hormiga. Melusina, Barcelona